# Kråkenabben nordväst
Kråkenabben nordväst este o arie protejată (arie specială de conservare — SAC, sit de importanță comunitară — SCI) din Suedia întinsă pe o suprafață de 13,5 ha, integral pe uscat.

## Localizare
Centrul sitului Kråkenabben nordväst este situat la coordonatele 56°00′29″N 14°43′08″E / 56.008°N 14.719°E.

## Înființare
Situl Kråkenabben nordväst a fost declarat sit de importanță comunitară în ianuarie 2002 pentru a proteja 1 specie de animale. Situl a fost protejat și ca arie specială de conservare în martie 2011.

## Biodiversitate
Situată în ecoregiunile continentală și marină baltică, aria protejată conține 2 habitate naturale: Pajiști uscate europene, Pajiști fino-scandinave uscate până la mezice, bogate în specii de altitudine mică.
La baza desemnării sitului se află o specie protejată de  nevertebrate: Vertigo angustior.